# Бискаец-самозванец
«Бискаец-самозванец» — интермедия испанского писателя Мигеля де Сервантеса, опубликованная в 1615 году в составе сборника «Восемь комедий и восемь интермедий, новых, ни разу не представленных на сцене». Это пятая интермедия в сборнике и первая, в которой присутствует интрига, обнажённая, по словам исследовательницы О. Светлаковой, «до первоэлемента». Главные герои, Солорсано и Киньонес, обманывают проститутку по имени Кристина.
С точки зрения сюжета и структуры «Бискаец» больше, чем все остальные интермедии из сборника, похож на традиционную комедию своей эпохи.
На русский язык «Бискайца-самозванца» перевёл, как и остальные интермедии из сборника, Александр Островский.